# Evansiella
Evansiella là một chi bướm ngày thuộc họ Bướm nâu.

## Các loài
- Evansiella cordela
- Evansiella crepuscularis
- Evansiella xanthosticta